# ボディメンテ
ボディメンテ（BODY MAINTÉ）は、大塚製薬が発売しているスポーツドリンク。

## 概要
水分、電解質と体調維持をサポートする乳酸菌B240が含まれたコンディショニング飲料である。乳酸菌B240はタイ北部で食されている発酵茶「ミヤン」から発見された植物由来の乳酸菌である。
2017年4月にボディメンテ第1弾商品としてゼリータイプの「ボディメンテ ゼリー」を発売。ハードなトレーニングにより体調を崩しやすいアスリート選手が試合で最高のパフォーマンスを発揮するのが難しいという課題に着目して開発された。翌年の2018年10月9日に大塚製薬のペットボトル飲料としては2003年発売の「アミノバリュー」以来15年ぶりの新ブランド商品として「ボディメンテ ドリンク」発売を開始した。開発にあたりオリンピックメダリストを始めとしたアスリートや、そのコーチやトレーナーの協力も受け、1日中トレーニングに付き添いをしている。
ロゴのブランドカラーは「フレッシュグリーン」である。これは製品に含有しているミヤンの茶葉からきている。ロゴの上下の黒いラインはリスクからカラダを守るガードの意味と、「コンディションの安定」を表現し、本番で最大限のパフォーマンスを発揮できるようにという思いが込められている。

## 原材料名
- 砂糖
- 食塩
- ホエイタンパク(乳成分含む)
- 乳酸菌／酸味料
- 香料
- 塩化カリウム
- 乳酸Ca
- 調味料(アミノ酸)
- ロイシン
- 塩化マグネシウム
- バリン
- イソロイシン
- アルギニン
- 甘味料(スクラロース)

## 製品ラインナップ
- ボディメンテ ゼリー
- ボディメンテ ドリンク

## 歴代のCM出演者
- HANA (ガールズグループ)
- 門脇麦『ボディメンテ THE DAY ＃C105』篇（2024年11月） - 同人作家 役[4]
- 富田望生『ボディメンテ THE DAY ＃C105』篇（2024年11月） - スタッフ 役[4]
- 宮沢氷魚
- Kōki,[5]
- 松下洸平
- NCT 127